# Дживелек, Фейза
Фейза́ Дживеле́к (тур. Feyza Civelek; род. 28 апреля 1995, Стамбул) — турецкая телевизионная актриса

.

## Биография и карьера
Фейза Дживелек родилась 28 апреля 1995 года в Стамбуле (Турция) в семье сценаристки Мелис Дживелек. Она училась на факультете актёрского мастерства Бейкентского университета, в Гарвардском университете и Нью-Йоркской киноакадемии.
В 2006 году Дживелек дебютировала на телевидении, сыграв роль в эпизоде телесериала «Начинающие ведьмы». В 2010 году она появилась с гостевой ролью Назлыджан в дебютном эпизоде телесериала «Мечтатели». С 2011 по 2012 год играла роль Лары Атабейли в телесериале «Назвала я её Фериха». С 2014 по 2016 год играла роль Чичек Челик в телесериале «Война роз». В 2018 году сыграла роль Дамлы Акар в телесериале «Одной надежды достаточно». С 2020 по 2021 год играла роль Назлым в телесериале «Моя левая половинка». С 2022 года играет роль Нилай Юнал в телесериале «Клюквенный щербет».

## Фильмография
| Год       |   | Русское название         | Оригинальное название | Роль                    |
| --------- | - | ------------------------ | --------------------- | ----------------------- |
| 2006      | с | Начинающие ведьмы        | Acemi Cadı            |                         |
| 2010      | с | Мечтатели                | Kavak Yelleri         | Назлыджан               |
| 2011—2012 | с | Назвала я её Фериха      | Adını Feriha Koydum   | Лара Атабейли           |
| 2014—2016 | с | Война роз                | Güllerin Savaşı       | Чичек Челик / Хекимоглу |
| 2018      | с | Одной надежды достаточно | Bir Umut Yeter        | Дамла Акар              |
| 2020—2021 | с | Моя левая половинка      | Sol Yanım             | Назлым                  |
| 2022—2023 | с | Клюквенный щербет        | Kızılcık Şerbeti      | Нилай Юнал              |